# Крилова Вікторія Вікторівна
Крилова Вікторія Вікторівна (нар. 10 травня 1978) — білоруська футболістка, півзахисниця клубу «Зорка-БДУ».

## Клубна кар'єра
Переїхала до України, де підписала контракт з чернігівською «Легендою». В чемпіонаті України дебютувала у 2002 році. Поєднували виступи у футболі за «Легенду-Чексіл» і у футзалі за «Фортуну-Чексіл», який була фарм-клубом футбольного клубу у цьому виді спорту.
У команді виступала (з перервою на сезон 2011 року) до 2012 року. Чотириразова чемпіонка України, триразова володарка кубку України, учасниця жіночої Ліги чемпіонів. У футболці «Легенди» в чемпіонаті України зіграла 116 матчів та відзначилася 25-а голами.
У 2013 році повернулася до Білорусі, де підписала контракт з «Зоркою-БДУ». Дебютувала за мінську команду 8 червня того ж року в переможному (17:0) виїзному поєдинку 10-о туру чемпіонату Білорусі проти «Молодечно». Вікторія вийшла на поле в стартовому складі, а на 85-й хвилині її замінила Євгенія Касьянік. Дебютним голом у чемпіонаті відзначилася 14 липня 2013 року на 4-й хвилині переможного (10:0) домашнього матчу Вищої ліги проти «Гомеля». Крилова вийшла на поле в стартовому складі, а на 46-й хвилині її замінила Віта Ніколаєнко. У команді провела три сезони, за цей час у Вищій лізі зіграла 48 матчів та відзначилася 5-а голами. У 2016 році підсилила «Бобруйчанку», у футболці якої дебютувала 22 квітня того ж року в програному (0:3) виїзному поєдинку 2-о туру Вищої ліги проти «Надії». Вікторія вийшла на поле в стартовому складі та відіграла увесь матч. Дебютним голом за бобруйський колектив відзначилася 27 квітня 2016 року на 38-й хвилині переможного (7:0) виїзного поєдинку 3-о туру Вищої ліги проти «Славянки». Крилова вийшла на поле в стартовому складі та відіграла увесь матч. У команді провела два сезони, у Вищій лізі зіграла 30 матчів та відзначилася 7-а голами. У 2018 році повернулася до «Зорки-БДУ», у футболці якої дебютувала 7 липня 2018 року в переможному (10:0) виїзному поєдинку 10-о туру чемпіонату Білорусі проти БОТСОРу. Вікторія вийшла на поле в стартовому складі, а на 71-й хвилині її замінила Діана Тропникова.

## Кар'єра в збірній
Викликалася до складу збірної Білорусі. Востаннє виступала в збірній 2 серпня 2014 року в програному (0:8) виїзному поєдинку кваліфікації чемпіонату світу проти жіночої збірної України. Крилова вийшла на поле в стартовому складі та відіграла увесь матч.

## Досягнення
«Легенда»
- Вища ліга чемпіонату України
  -  Чемпіон (4): 2002, 2005, 2009, 2010
  -  Срібний призер (3): 2004, 2006, 2008

- Кубок України
  -  Володар (3): 2002, 2005, 2009
  -  Фіналіст (6): 2003, 2004, 2006, 2007, 2008, 2010

«Зорка-БДУ»
- Вища ліга Білорусі
  -  Срібний призер (2): 2014, 2015

- Кубок Білорусі
  -  Фіналіст (2): 2014, 2015

- Суперкубок Білорусі
  -  Фіналіст (1): 2015